# Серафини, Джованни
Джованни Серафини (итал. Giovanni Serafini; 15 октября 1786, Мальяно, Папская область — 1 февраля 1855, Рим, Папская область) — итальянский куриальный кардинал, доктор обоих прав. Про-префект Священной Конгрегации вод и дорог с 3 по 18 апреля 1843. Префект Священной Конгрегации вод и дорог с 18 апреля 1843. Кардинал-дьякон с 27 января 1843, с титулярной диаконией Санти-Вито-Модесто-э-Крешенция с 30 января 1843 по 16 апреля 1846. Кардинал-дьякон с титулярной диаконией Санта-Мария-ин-Кзсмедин с 16 апреля 1846.